# Амбагай-хан
Амбагай-хан — монгольский правитель, возглавлявший в 1148/1150—1156 годах крупное объединение родов, иногда принимаемое современными исследователями за протогосударство «Хамаг монгол улус».
Амбагай был сыном Сенгуна Бильге из племени Тайджиут и потому являлся правнуком Хайду, правителю Хабул-хану он приходился троюродным братом. Хабул передал власть Амбагаю, обойдя собственных сыновей.

Амбагай просватал свою дочь за вождя татар-айриудов и буйрудов, которые кочевали в долине Уршиуна между озёрами Колен и Буир. Когда он ехал с дочерью к жениху, татарское племя чжуинов напало на него, захватило и доставило в Чжунду. Правивший Цзинь Хайлин-ван приказал казнить Амбагая, прибив его гвоздями к деревянному ослу. Перед смертью Амбагай успел послать гонца (Балагачи из рода бэсут) к Хутуле (сыну Хабула) и собственным детям, который передал его предсмертную волю:
«Меня, верховного вождя монгольского народа, взяли в плен татары, когда я вёз к ним свою дочь. Да послужит мой пример вам уроком! А теперь отомстите за меня, не щадя ни ногтей своих, ни всех десяти пальцев, стреляя из луков!»
Полвека спустя Чингисхан использовал казнь Амбагая цзиньцами в качестве одного из поводов для войны против Цзинь.